# مقام ابراهیم

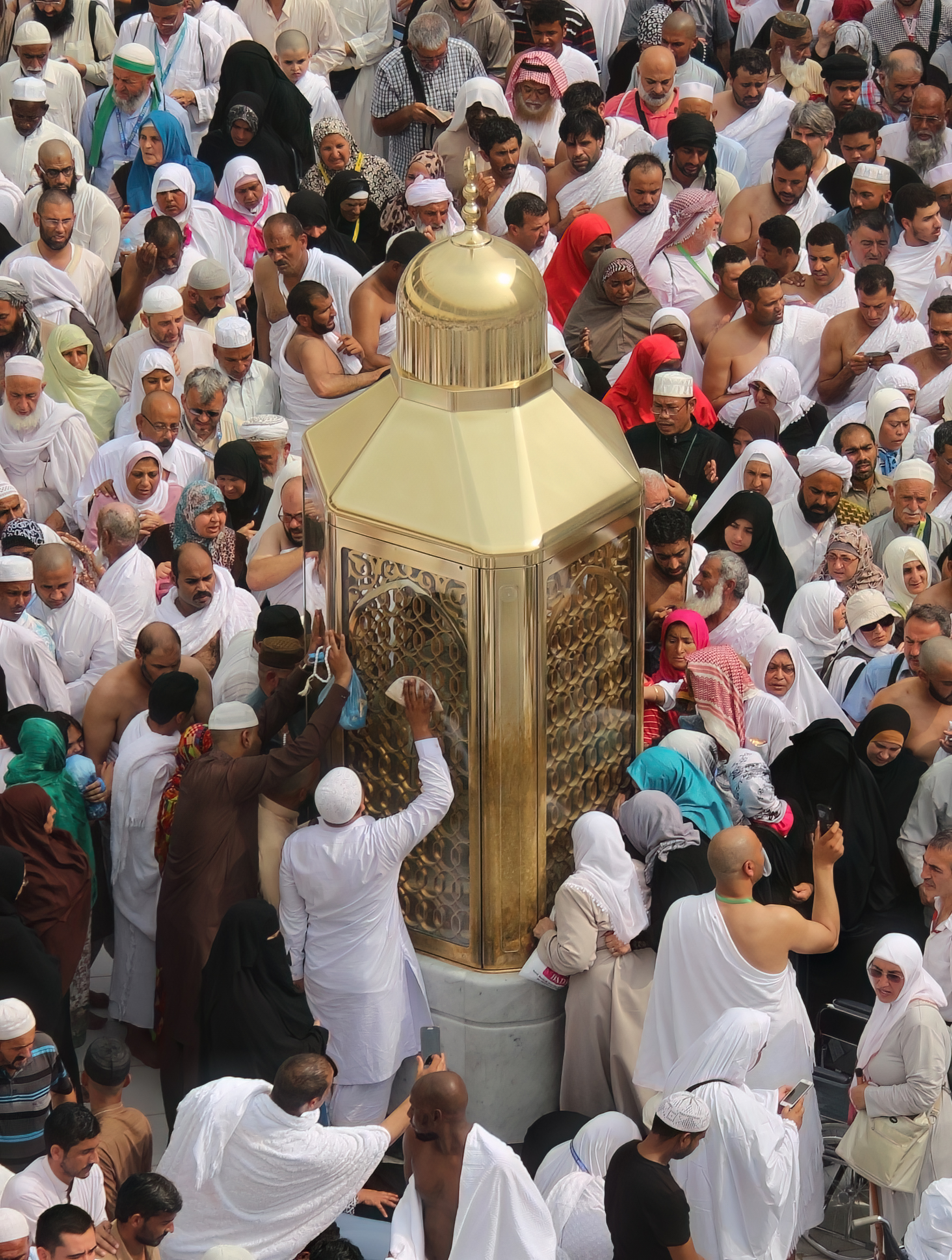
مقام ابراهیم.

مقام ابراهیم محل ایستادن ابراهیم را می‌گویند و سنگی است به طول و عرض ۴۰ سانتی‌متر و بلندی تقریبی بیست سانتی‌متر که جای پای ابراهیم روی آن است و در فاصله سیزده متری کعبه قرار دارد. رنگ آن میان زرد و قرمز متمایل به سفید است. طبق اعتقادات مسلمانان این مکان مربوط به زمانی است که ابراهیم دیوارهای کعبه را بالا می‌برد؛ آنگاه که دیوار بالا رفت، به اندازه‌ای که دست بدان نمی‌رسید، سنگی آوردند و ابراهیم بر روی آن ایستاد و سنگ‌ها را از دست اسماعیل گرفت و دیوار کعبه را بالا برد.
بر روی این سنگ، اثر پای ابراهیم مشخص است اما اثری از انگشتان او نیست. از زمان مهدی عباسی بدین سو، این سنگ با طلا پوشانده شد و در محفظه‌ای قرار گرفت تا آسیب نبیند. حج‌گزاران پس از طواف واجب، باید در پشت مقام ابراهیم، ۲ رکعت نماز طواف به جای آورند.
نماز طواف نساء نیز پشت مقام ابراهیم خوانده می‌شود.
طبق آیه‌ای از قرآن این مقام یکی از عبادتگاه‌ها و محل نمازگزاری مسلمانان است: «وَ اتَّخِذُوا مِن مَقامِ إِبراهِیمَ مُصَلَّی» (بقره/۱۲۵)
براساس عقاید مسلمانان و متن قرآن یکی از بناکنندگان کعبه ابراهیم بوده که به کمک پسرش اسماعیل این کار را انجام داده‌است.
در کتاب مقدس بخش عهد عتیق (که تمام یهودیان و بخش بزرگی از مسیحیان به آن اعتقاد دارند) به اینکه ابراهیم ساختمانی را با این توصیفات و برای خداوند بنا کرده باشد هیچ اشاره‌ای نشده‌است. بنا بر متن کتاب مقدس، ابراهیم به دستور خداوند هاجر و اسماعیل را به فاران (کوهی اطراف مکه) فرستاد و همراه ساره و اسحاق (پسر دومش) به زندگی ادامه داد.
در گذشته، بر روی این محل بنایی بزرگ از آجر و سنگ و چوب بنا شده بود که اطراف آن را با آیات قرآن مزین کرده بودند. از آنجا که این قبه قسمتی از مسجد را به خود اختصاص داده و از فضای مطاف کاسته بود، کم‌کم از انتقال آن به محلی دیگر در مسجد الحرام سخن به میان آمد.
براساس برخی گفته‌ها مقام ابراهیم تا فتح مکه به دیوار کعبه چسبیده بود و پس از فتح، پیامبر آن را از دیوار درآورد و کنار کعبه، نزدیک در نصب کرد. زمانی که آیه «وَ اتَّخِذُوا مِن مَقامِ إِبراهیمَ مُصَلًی» نازل شد، پیامبر دستور داد تا مقام را به جایی که اکنون قرار گرفته انتقال دهند.

در کتاب تاریخ بلعمی، این واقعه چنین روایت شده است: 
حضرت ابراهیم چون زن اول حضرت اسماعیل را شایسته نیافت دستور داد او را طلاق بدهد. وقتی اسماعیل زن دوم اختیار کرد و حضرت ابراهیم بعد از یک سال برای دیدن اسماعیل آمد. پس چون سال بر آمد، ابراهیم به دیدن اسماعیل آمد، او را به خانه نیافت. زنش را گفت تو کیستی؟ گفت من زن اسماعیل ام. گفت تو را کی به زنی گرفت؟گفت امسال و آن زنی که داشت دست بازداشت (طلاق داد). ابراهیم گفت چیزی (خوردنی)داری؟ گفت دارم، فرود آی(از اسب). گفت فرو نتوانم آمدن، زن به خانه اندر شد، و گوشت پخته آورد و شیر و خرما، و او را به زبانی بسیار لطف کرد و بنواخت، و عذر خواست، که ما مردم بیابانیم ما را گندم نبود. ابراهیم گفت خدا بر این گوشت و شیر و خرمای شما برکت کناد. زن ابراهیم را گفت فرود آی، نیامد، و از آن زن طعام نخورد، زن گفت اگر طعام نخوردی باری بباش (بنشین ) تا سر و رویت بشویم که گرد و خاک آلودست. ابراهیم پای از براق بگردانید و سنگی بر در سرای اسماعیل بود بزرگ و بلند، پای راست بر آن سنگ نهاد و پای چپ همچنان در رکیب داشت، و زن آب آورد و سر و روی ابراهیم از خاک بشست و ابراهیم پای از سنگ بر گرفت و بر براق راست بنشست، و نشان انگشتان ابراهیم اندران سنگ بماند و آن سنگ آنست که امروز مقام خوانند.
اگر مرکز کعبه را نقطه مرکزی در نظر بگیریم زاویه بین محل شروع و پایان طواف و مقام ابراهیم بیابیم این زاویه 47 درجه است و در ادامه 313 درجه تا پایان یک دور طواف میگذرد.